# Martin Lings
Martin Lings (Abu Bakr Siraj Ad-Din), född 24 januari 1909 i Burnage i Manchester, död 12 maj 2005 i Westerham i Kent, var en brittisk poet, Shakespeareforskare, företrädare för philosophia perennis och författare till en rad verk om islam och den moderna världen.
Lings föddes i en protestantisk familj. Redan vid unga år reste han mycket och tillbringade långa perioder i USA på grund av sin fars jobb. Lings studerade vid Oxfords universitet där han blev god vän med sin lärare C. S. Lewis. I Oxford blev han även bekant med skrifter av den franske religionsfilosofen René Guénon och den schweiziske metafysikern Frithjof Schuon. 1938 reste Lings till Basel där han träffade Schuon. Upptäckten av en autentisk och ortodox andlig väg var för Lings såpass avgörande att han ägnade resten av livet åt att följa denna.
1939 reste Lings till Kairo, Egypten, för att besöka en vän som var René Guénons assistent. Kort efter att han ankom till Kairo avled dock hans vän. Lings började nu studera och lära sig arabiska. Han fördjupade sig även i sufismen och konverterade till islam.
Lings kom att stanna i Kairo i över ett årtionde. Han undervisade i engelska vid Kairos universitet där han bland annat sysselsatte sig med William Shakespeares pjäser. 1944 gifte han sig med Lesley Smalley och bosatte sig tillsammans med henne i en by i närheten av pyramiderna. 1952 tvingades han dock lämna Egypten i samband med antibrittiska oroligheter.
Lings återvände till Storbritannien och undervisade vid School of Oriental and African Studies (SOAS), där han blev filosofie doktor (Ph.D.). Hans doktorsavhandling vid SOAS kom även ut som en väl mottagen bok om den algeriske sufiern Ahmad al-Alawi. Efter sin Ph.D. blev Lings anställd på British Museum och senare British Library, där han ansvarade för handhavandet av österländska manuskript och skrifter.
Lings författade böcker under hela sin livstid och hans produktivitet ökade under den sista fjärdedelen av hans liv. Han fortsatte även med sina omfattande resor från sitt hem i Kent. Lings doktorsavhandling om Ahmad al-Alawi har som sagt ett gott anseende, men hans mest kända och flerfaldigt prisbelönta verk är biografin om profeten Muhammed, vilken utkom 1983. Den är utformad som ett klassiskt epos, författad på den högsta av engelskans fyra litterära stilnivåer och utmärker sig genom sina många direktcitat från det rika spektrum av förstahandskällor, vilka ställdes samman på 700- och 800-talet. Biografin anses av många islamkännare vara den bästa skildringen av profetens levnad (sîran), skriven på ett västerländskt språk. Den finns översatt till ett tiotal språk, däribland svenska.

## I svensk översättning
- Muhammed: hans liv enligt de tidigaste källorna, 2008, ISBN 978-91-977090-0-2, (Semazen publications). Översättning av Ann-Catrin Nilsson.

## Verk
- The Underlying Religion (red.) (World Wisdom, 2007) ISBN 978-1933316437.
- Splendors of Qur'an Calligraphy And Illumination (2005), Thesaurus Islamicus Foundation, Thames & Hudson, ISBN 0-500-97648-1.
- A Return to the Spirit : Questions and Answers (2005), Fons Vitae, ISBN 1-887752-74-9.
- Sufi Poems : A Mediaeval Anthology (2005), Islamic Texts Society, ISBN 1-903682-18-5.
- Mecca: From Before Genesis Until Now (2004), Archetype, ISBN 1-901383-07-5.
- The Eleventh Hour : the Spiritual Crisis of the Modern World in the Light of Tradition and Prophecy (2002), Archetype, ISBN 1-901383-01-6.
- Collected Poems, revised and expanded (2002), Archetype, ISBN 1-901383-03-2.
- Ancient Beliefs and Modern Superstitions (2001), Archetype, ISBN 1-901383-02-4.
- The Secret of Shakespeare : His Greatest Plays seen in the Light of Sacred Art (1998), Quinta Essentia, distributed by Archetype, (pb), ISBN 1-870196-14-7; (hb), ISBN 1-870196-15-5.
- Sacred Art of Shakespeare : To Take Upon Us the Mystery of Things (1998), Inner Tradition, 0-89281-717-8.
- A Sufi saint of the twentieth century: Shaikh Ahmad al-°Alawi, his spiritual heritage and legacy (1993), Islamic Texts Society, ISBN 0-946621-50-0.
- Symbol & Archetype : A Study of the Meaning of Existence (1991, 2006), Fons Vitae Quinta Essentia series, ISBN 1-870196-05-8.
- Muhammad : His Life Based on the Earliest Sources (1983), Islamic Texts Society, ISBN 0-04-297042-3.
- The Quranic Art of Calligraphy and Illumination (1976), World of Islam Festival Trust, ISBN 0-905035-01-1.
- What is Sufism? (1975), University of California Press, ISBN 0-520-02794-9.
- The Heralds, and other Poems (1970).
- The Elements, and Other Poems (1967), Perennial Books.
- The Book of Certainty: The Sufi Doctrine of Faith, Wisdom and Gnosis (1952, 1970, 1992).